# 布洛克維爾 (紐約州)
布洛克維爾（英語：Blockville）是位於美國紐約州學托擴縣的非建制地區。

## 歷史
布洛克維爾的郵局於1847年設立，其後於1902年停運。

## 地理
布洛克維爾所處的海拔為高於海平面424米（即1391英呎），而該地所採用的時區為UTC-5，即北美东部时区（EST）。同時該地設有夏令時間，為UTC-5調快一小時，即UTC-4（EDT）。